# Drève des Enfants Noyés
Pour les articles homonymes, voir Enfants Noyés.
La drève des Enfants Noyés (en néerlandais: Verdronken Kinderendreef) est une drève de la commune bruxelloise d'Uccle, dans la Forêt de Soignes.